# La Chapelle-au-Moine
La Chapelle-au-Moine är en kommun i departementet Orne i regionen Normandie i nordvästra Frankrike. Kommunen ligger i kantonen Flers-Sud som tillhör arrondissementet Argentan. År 2022 hade La Chapelle-au-Moine 587 invånare.

## Befolkningsutveckling
Antalet invånare i kommunen La Chapelle-au-Moine
| Referens: INSEE |